# Eutanyacra ustzazae
Eutanyacra ustzazae là một loài tò vò trong họ Ichneumonidae.